# Prix Feroz
Les prix Feroz (Premios Feroz) sont des prix du cinéma et de la télévision espagnols, présentés par l'Asociación de Informadores Cinematográficos de España (Association des informateurs cinématographiques d'Espagne).
Ils sont considérés comme l'équivalent espagnol des Golden Globes, car ils font partie de la préparation des Prix Goya, présentés par l'Académie du cinéma espagnol. La première édition a eu lieu en janvier 2014 et n'attribuait que des prix au cinéma. Des catégories reconnaissant l'excellence en télévision ont été ajoutées pour la 4e édition qui a eu lieu en 2017.

## Conditions d'éligibilité
Pour être éligible aux prix Feroz, un film doit avoir été créé dans l'année précédant la cérémonie de remise des prix et, avant la première, avoir été présenté dans une projection spéciale pour la presse à Madrid, Barcelone ou les deux. Si cette dernière condition n'est pas réalisée, le film doit être mis à disposition (également avant la première officielle) pour être visionné en ligne aux membres de l'Asociación de Informadores.

## Catégories

### Cinéma

#### Meilleur film dramatique
| Édition | Année | Gagnant                        | Nomination                                                                                           |
| ------- | ----- | ------------------------------ | --- |
| I       | 2014  | Stockholm                      | - Cannibal (Amours cannibales) † - Grand Piano - La herida † - Todos queremos lo mejor para ella     |
| II      | 2015  | La isla mínima ‡               | - 10.000 km - La Belle Jeunesse - Loreak † - La niña de fuego †                                      |
| III     | 2016  | La novia †                     | - A cambio de nada † - Retribution - Techo y comida - Truman ‡                                       |
| IV      | 2017  | La Colère d'un homme patient ‡ | - L'Homme aux mille visages † - Julieta † - Quelques minutes après minuit † - Que Dios nos perdone † |
| V       | 2018  | Été 93 †                       | - The Motive † - Giant † - Can't Say Goodbye - Veronica †                                            |
| VI      | 2019  | El reino †                     | - Carmen et Lola † - Petra - Quién te cantará - Everybody Knows † - Journey to a Mother's Room       |
| VII     | 2020  | Douleur et Gloire ‡            | - La Plateforme - The Endless Trench † - Fire Will Come † - The Days to Come - Eye for an Eye        |
| VIII    | 2021  | Las niñas ‡                    | - Coven - Ane Is Missing † - The Year of the Discovery - Cross the Line                              |

‡ Gagnant du prix Goya du meilleur film
† Nommé pour le prix Goya du meilleur film

#### Meilleure comédie
| Édition | Année | Gagnant                           | Nomination                                                                                             |
| ------- | ----- | --------------------------------- | --- |
| I       | 2014  | 3 Mariages de trop                | - Witching and Bitching - Family United † - Todas las mujeres - Vivir es fácil con los ojos cerrados ‡ |
| II      | 2015  | Carmina y amén                    | - Ocho apellidos vascos - Justi&Cía - Mortadelo and Filemon: Mission Implausible - La vida inesperada  |
| III     | 2016  | Negociador                        | - Anacleto: agente secreto - A Perfect Day † - Mi gran noche - Requisitos para ser una persona normal  |
| IV      | 2017  | Kiki, l'amour en fête             | - María (y los demás) - La noche que mi madre mató a mi padre - La puerta abierta - El rey tuerto      |
| V       | 2018  | Holy Camp!                        | - Abradacadabra - Bomb Scared - Muchos hijos, un mono y un castillo - Selfie - Tierra firme            |
| VI      | 2019  | Champions ‡                       | - Casi 40 - Mi querida cofradía - Superlópez - Tiempo después                                          |
| VII     | 2020  | Les Avantages de voyager en train | - Seventeen - El increíble finde menguante - Litus - I Can Quit Whenever I Want                        |
| VIII    | 2021  | Le Mariage de Rosa †              | - The Europeans - Unfortunate Stories - Unknown Origins - The People Upstairs †                        |

#### Meilleur réalisateur
| Édition | Année | Gagnant             | Œuvre                                | Nomination |
| ------- | ----- | ------------------- | ------------------------------------ | --- |
| I       | 2014  | David Trueba ‡      | Vivir es fácil con los ojos cerrados | - Fernando Franco García - La herida ≠ - Álex de la Iglesia - Witching and Bitching - Manuel Martín Cuenca - Cannibal (Amours cannibales) † - Daniel Sánchez Arévalo - Family United †                                 |
| II      | 2015  | Alberto Rodríguez ‡ | La isla mínima                       | - Jon Garaño et Jose Mari Goenaga Balerdi - Loreak - Paco León - Carmina y amén - Carlos Marqués-Marcet - 10.000 km ≠ - Carlos Vermut - La niña de fuego †                                                             |
| III     | 2016  | Paula Ortiz †       | La novia                             | - Cesc Gay - Truman ‡ - Daniel Guzmán - A cambio de nada ≠ - Fernando León de Aranoa - A Perfect Day † - Dani de la Torre - Retribution §                                                                              |
| IV      | 2017  | Raúl Arévalo ≠      | La Colère d'un homme patient         | - Pedro Almodóvar - Julieta † - Juan Antonio Bayona - Quelques minutes après minuit ‡ - Alberto Rodríguez - L'Homme aux mille visages (film, 2016) † - Rodrigo Sorogoyen - Que Dios nos perdone †                      |
| V       | 2018  | Carla Simón ≠       | Été 93                               | - Aitor Arregi Galdos et Jon Garaño - Giant † - Isabel Coixet - The Bookshop ‡ - Manuel Martín Cuenca - The Motive † - Paco Plaza - Veronica †                                                                         |
| VI      | 2019  | Rodrigo Sorogoyen ‡ | El reino                             | - Arantxa Echevarría - Carmen et Lola § - Javier Fesser - Champions † - Ramón Salazar - La Maladie du dimanche - Carlos Vermut - Quién te cantará                                                                      |
| VI      | 2020  | Pedro Almodóvar ‡   | Douleur et Gloire                    | - Aitor Arregi Galdos, Jon Garaño et Jose Mari Goenaga Balerdi - The Endless Trench † - Galder Gaztelu-Urrutia - La Plateforme § - Oliver Laxe - Fire Will Come † - Aritz Moreno - Advantages of Travelling by Train § |
| VII     | 2021  | Pilar Palomero ≠    | Las niñas                            | - Icíar Bollaín - Le Mariage de Rosa † - Cesc Gay - The People Upstairs - Luis López Carrasco - The Year of the Discovery - David Victori - Cross the Line                                                             |

#### Meilleur scénario
| Édition | Année | Gagnant                          | Œuvre                                | Nomination |
| ------- | ----- | -------------------------------- | ------------------------------------ | --- |
| I       | 2014  | David Trueba                     | Vivir es fácil con los ojos cerrados | - Pablo Alén et Breixo Corral - Three Many Weddings - Manuel Martín Cuenca et Alejandro Hernández Díaz - Cannibal (Amours cannibales) - Daniel Sánchez Arévalo - Family United - Isabel Peña et Rodrigo Sorogoyen - Stockholm           |
| II      | 2015  | Carlos Vermut                    | La niña de fuego                     | - Carlos Marqués-Marcet et Clara Roquet - 10.000 km - Jaime Rosales et Enric Rufas - La Belle Jeunesse - Alberto Rodríguez et Rafael Cobos - Marshland - Jose Mari Goenaga Balerdi, Aitor Arregi Galdos et Jon Garaño - Loreak          |
| III     | 2016  | Cesc Gay et Tomás Aragay         | Truman                               | - Borja Cobeaga - Negociador - Paula Ortiz et Javier García Arredondo - La novia - Fernando León de Aranoa et Diego Farias - A Perfect Day - Daniel Guzmán - A cambio de nada                                                           |
| IV      | 2017  | David Pulido et Raúl Arévalo     | La Colère d'un homme patient         | - Alberto Rodríguez et Rafael Cobos - L'Homme aux mille visages - Pedro Almodóvar - Julieta - Patrick Ness - Quelques minutes après minuit - Isabel Peña et Rodrigo Sorogoyen - Que Dios nos perdone                                    |
| V       | 2018  | Carla Simón                      | Été 93                               | - Alejandro Hernández et Manuel Martín Cuenca - The Motive - Diego San José Castellano - Bomb Scared - Pablo Remón - Can't Say Goodbye - Fernando Navarro et Paco Plaza - Veronica                                                      |
| VI      | 2019  | Rodrigo Sorogoyen et Isabel Peña | El reino                             | - Arantxa Echevarría - Carmen et Lola - Jaime Rosales, Michel Gaztambide et Clara Roquet - Petra - Carlos Vermut - Quién te cantará - Celia Rico - Journey to a Mother's Room                                                           |
| VII     | 2020  | Pedro Almodóvar                  | Douleur et Gloire                    | - David Desola et Pedro Rivero - La Plateforme - Luiso Berdejo et Jose Mari Goenaga Balerdi - The Endless Trench - Santiago Fillol et Oliver Laxe - Fire Will Come - Javier Gullón - Advantages of Travelling by Train                  |
| VIII    | 2021  | Pilar Palomero                   | Las niñas                            | - Marina Parés Pulido et David Pérez Sañudo - Ane Is Missing - Luis López Carrasco et Raúl Liarte - The Year of the Discovery - Icíar Bollaín et Alicia Luna - Le Mariage de Rosa - Javier Fesser et Claro García - Unfortunate Stories |

#### Meilleur acteur principal dans un film
| Édition | Année | Gagnant               | Œuvre                        | Nomination |
| ------- | ----- | --------------------- | ---------------------------- | --- |
| I       | 2014  | Antonio de la Torre † | Cannibal (Amours cannibales) | - Javier Cámara - Vivir es fácil con los ojos cerrados ‡ - Mario Casas - La mula - Eduard Fernández - Todas las mujeres † - Hugo Silva - Witching and Bitching                                                               |
| II      | 2015  | Javier Gutiérrez ‡    | La isla mínima               | - Raúl Arévalo - Marshland † - Luis Bermejo - La niña de fuego † - Javier Cámara - La vida inesperada - David Verdaguer - 10.000 km §                                                                                        |
| III     | 2016  | Ricardo Darín ‡       | Truman                       | - Ramón Barea - Negociador - Javier Cámara - Truman ± - Pedro Casablanc - B, la película † - Luis Tosar - Retribution |
| IV      | 2017  | Roberto Álamo ‡       | Que Dieu nous sauve          | - Eduard Fernández - L'Homme aux mille visages † - Lewis MacDougall - Quelques minutes après minuit - Alain Hernández - El rey tuerto - Àlex Monner - La propera pell - Antonio de la Torre - La Colère d'un homme patient † |
| V       | 2018  | Javier Gutiérrez ‡    | Le motif                     | - Santiago Alverú - Selfie § - Javier Cámara - Bomb Scared - Andrés Gertrúdix - Morir † - Antonio de la Torre - Abracadabra †                                                                                                |
| VI      | 2019  | Antonio de la Torre ‡ | El reino                     | - Javier Bardem - Everybody Knows † - José Coronado - Tu hijo † - Javier Gutiérrez - Champions † - Javier Rey - Sin fin |
| VII     | 2020  | Antonio Banderas ‡    | Douleur et Gloire            | - Antonio de la Torre - The Endless Trench † - Karra Elejalde - While at War † - Luis Tosar - Eye for an Eye † - David Verdaguer - The Days to Come                                                                          |
| VIII    | 2021  | Mario Casas ‡         | Franchir la ligne            | - Raúl Arévalo - The Europeans - Javier Cámara - The People Upstairs † - Javier Gutiérrez - The Occupant - David Verdaguer - One for All †                                                                                   |

‡ Gagnant du prix Goya du meilleur acteur
† Nommé du prix Goya du meilleur acteur
± Gagnant du prix Goya du meilleur acteur dans un second rôle
≠ Gagnant du Prix Goya du meilleur espoir masculin
§ Nommé du Prix Goya du meilleur espoir masculin

#### Meilleure actrice principale dans un film
| Édition | Année | Gagnant                 | Œuvre                         | Nomination |
| ------- | ----- | ----------------------- | ----------------------------- | --- |
| I       | 2014  | Marian Álvarez ‡        | Blessés                       | - Inma Cuesta - Three Many Weddings † - Aura Garrido - Stockholm † - Nora Navas - Todos queremos lo mejor para ella † - Candela Peña - Ayer no termina nunca - Belén Rueda - Ismael |
| II      | 2015  | Bárbara Lennie ‡        | La niña de fuego              | - Natalia Tena - 10.000 km § - Ingrid García Jonsson - La Belle Jeunesse § - Carmina Barrios - Carmina y amén - Elena Anaya - Todos están muertos †                                 |
| III     | 2016  | Inma Cuesta †           | La novia                      | - Penélope Cruz - Ma Ma † - Irene Escolar - Un otoño sin Berlín ≠ - Natalia de Molina - Techo y comida ‡ - Nora Navas - La adopción                                                 |
| IV      | 2017  | Bárbara Lennie †        | María (y los demás)           | - Anna Castillo - The Olive Tree ≠ - Carmen Machi - La puerta abierta † - Emma Suárez - Julieta ‡ - Adriana Ugarte - Julieta                                                        |
| V       | 2018  | Nathalie Poza ‡         | Je ne peux pas dire au revoir | - Marián Álvarez - Morir - Laia Artigas - Summer 1993 - Sandra Escacena - Veronica § - Núria Prims - Incerta glòria - Maribel Verdú - Abracadabra †                                 |
| VI      | 2019  | Eva Llorach ≠           | Quién te cantará              | - Penélope Cruz - Everybody Knows † - Lola Dueñas - Journey to a Mother's Room † - Alexandra Jiménez - Las distancias - Bárbara Lennie - Petra                                      |
| VII     | 2020  | Belén Cuesta ‡          | Une vie secrète               | - Pilar Castro - Advantages of Travelling by Train - Greta Fernández - A Thief's Daughter † - Marta Nieto - Madre † - María Rodríguez Soto - The Days to Come                       |
| VIII    | 2021  | Patricia López Arnáiz ‡ | Ane manque                    | - Amaia Aberasturi - Akelarre † - Andrea Fandos - Las niñas - Kiti Mánver - El inconveniente † - Candela Peña - Le Mariage de Rosa †                                                |

‡ Lauréate du prix Goya de la meilleure actrice
† Nommée au prix Goya de la meilleure actrice
≠ Lauréate du prix Goya du meilleur espoir féminin
§ Nommée du prix Goya du meilleur espoir féminin

#### Meilleur acteur de soutien dans un film
| Édition | Année | Gagnant            | Œuvre                         | Nomination |
| ------- | ----- | ------------------ | ----------------------------- | --- |
| I       | 2014  | Casas Mario        | Les Sorcières de Zugarramurdi | - Roberto Álamo - Family United ‡ - Carlos Areces - I'm So Excited - Raúl Arévalo - I'm So Excited - Carlos Bardem - Alacrán enamorado †                                          |
| II      | 2015  | José Sacristán †   | La niña de fuego              | - Jesús Carroza - El Niño - Karra Elejalde - Spanish Affair ‡ - Eduard Fernández - El Niño † - Antonio de la Torre - Marshland †                                                  |
| III     | 2016  | Casas Mario        | Ma grande nuit                | - Carlos Álvarez-Nóvoa - La novia - Antonio Bachiller - A cambio de nada - Quim Gutiérrez - Anacleto: agente secreto - Javier Gutiérrez - Retribution                             |
| IV      | 2017  | Manolo Solo ‡      | La Colère d'un homme patient  | - Carlos Santos - L'Homme aux mille visages ≠ - Luis Callejo - La Colère d'un homme patient - José Coronado - L'Homme aux mille visages - Javier Pereira - Que Dios nos perdone † |
| V       | 2018  | David Verdaguer ‡  | Été 93                        | - Juan Diego - Can't Say Goodbye - Bill Nighy - The Bookshop † - Jaime Ordóñez - The Bar - Oriol Pla - Incerta glòria - Antonio de la Torre - The Motive †                        |
| VI      | 2019  | Luis Zahera ‡      | El reino                      | - Joan Botey - Petra - Eduard Fernández - Everybody Knows † - Ignacio Mateos - Animales sin collar - Josep Maria Pou - The Realm                                                  |
| VII     | 2020  | Enric Auquer ≠     | Œil pour œil                  | - Asier Etxeandia - Pain and Glory † - Eduard Fernández - A Thief's Daughter - Quim Gutiérrez - Advantages of Travelling by Train - Leonardo Sbaraglia - Pain and Glory †         |
| VIII    | 2021  | Juan Diego Botto † | Les Européens                 | - Chema del Barco - The Plan § - Ramón Barea - Le Mariage de Rosa - Àlex Brendemühl - Coven - Sergi López - Le Mariage de Rosa † - Alberto San Juan - The People Upstairs ‡       |

‡ Lauréat du prix Goya du meilleur acteur dans un second rôle † Nommé au prix Goya du meilleur second rôle masculin ≠ Gagnant du prix Goya du meilleur nouvel acteur § Nommé du prix Goya du meilleur nouvel acteur

#### Meilleure actrice de soutien dans un film
| Édition | Année | Gagnant              | Œuvre                             | Nomination |
| ------- | ----- | -------------------- | --------------------------------- | --- |
| I       | 2014  | Terele Pávez ‡       | Les Sorcières de Zugarramurdi     | - Verónica Echegui - Family United - Petra Martínez - Todas las mujeres - Natalia de Molina - Vivir es fácil con los ojos cerrados ≠ - Rossy de Palma - Three Many Weddings - Bárbara Santa-Cruz - Three Many Weddings |
| II      | 2015  | Itziar Aizpuru       | Loreak                            | - Nerea Barros - Marshland ≠ - María León - Carmina y amén - Carmen Machi - Spanish Affair ‡ - Yolanda Ramos - Carmina y amén                                                                                          |
| III     | 2016  | Luisa Gavasa ‡       | La novia                          | - Marian Álvarez - Felices 140 † - Dolores Fonzi - Truman - Elvira Mínguez - Retribution † - Blanca Suárez - Mi gran noche                                                                                             |
| IV      | 2017  | Ruth Díaz =          | La Colère d'un homme patient      | - Marta Etura - El hombre de las mil caras - Rossy de Palma - Julieta - Terele Pávez - La puerta abierta † - Candela Peña - Kiki, el amor se hace †                                                                    |
| V       | 2018  | Adelfa Calvo ‡       | El autor                          | - Anna Castillo - Holy Camp! † - Belén Cuesta - Holy Camp! † - Lola Dueñas - Can't Say Goodbye † - Gracia Olayo - Holy Camp!                                                                                           |
| VI      | 2019  | Anna Castillo †      | Voyage dans la chambre d'une mère | - Bárbara Lennie - Everybody Knows - Natalia de Molina - Quién te cantará † - Marisa Paredes - Petra - Ana Wagener - The Realm †                                                                                       |
| VII     | 2020  | Julieta Serrano ‡    | Douleur et Gloire                 | - Penélope Cruz - Pain and Glory † - Mona Martínez - Bye † - Laia Marull - La inocencia - Antonia San Juan - La Plateforme                                                                                             |
| VIII    | 2021  | Verónica Echegui †   | Mon cœur va boum!                 | - Juana Acosta - El inconveniente † - Natalia de Molina - Las niñas † - Nathalie Poza - Le Mariage de Rosa ‡ - Paula Usero - Le Mariage de Rosa §                                                                      |
| XI      | 2022  | Aitana Sánchez-Gijón | Madres paralelas                  | - Almudena Amor - El buen patrón - Ana Castillo - La vida era eso - Milena Smit - Madres paralelas - Carolina Yuste - Chavalas §                                                                                       |

‡ Lauréate du prix Goya de la meilleure actrice dans un second rôle † Nommée au prix Goya de la meilleure actrice dans un second rôle ≠ Lauréate du prix Goya de la meilleure nouvelle actrice § Nommée au prix Goya de la meilleure nouvelle actrice

### Feroz de Honor (Prix honorifique)
| Édition | Année | Récipiendaire                                 |
| ------- | ----- | --------------------------------------------- |
| I       | 2014  | José Sacristán                                |
| II      | 2015  | Carlos Saura                                  |
| III     | 2016  | Rosa María Sardà                              |
| IV      | 2017  | Narciso Ibáñez Serrador                       |
| V       | 2018  | Verónica Forqué                               |
| VI      | 2019  | José Luis Cuerda                              |
| VII     | 2020  | Julia Gutiérrez Caba et Emilio Gutiérrez Caba |
| VIII    | 2021  | Victoria Abril                                |
| IX      | 2022  | Cecilia Bartolomé (es)                        |
| X       | 2023  | Pedro Almodóvar                               |
| XI      | 2024  | Mónica Randall                                |
| XII     | 2025  | Jaime Chávarri                                |

## Voir également
- Prix Goya